# Salpingoides thoracicus
Salpingoides thoracicus là một loài bọ cánh cứng trong họ Salpingidae. Loài này được Nikitsky miêu tả khoa học năm 1988.